# ازغوی
ازغوی یک منطقهٔ مسکونی در قطر است که در مابین ام صلال و الریان واقع شده‌است. ازغوی ۱۱٫۸ کیلومتر مربع مساحت دارد ۲۵ متر بالاتر از سطح دریا واقع شده‌است.